# Akalamdug
Akalamdug war ein König der 1. Dynastie des sumerischen Ur, wo er vermutlich auch bestattet wurde. Sein Grab konnte unter den Königsgräbern nicht identifiziert werden. Funde seines Rollsiegels belegen seine Historizität und nennen seine Frau Ašusikildigira.